# Pealius psychotriae
Pealius psychotriae là một loài côn trùng cánh nửa trong họ Aleyrodidae, phân họ Aleyrodinae.
Pealius psychotriae được Takahashi miêu tả khoa học đầu tiên năm 1935.